# Сент Пол (Орегон)
Сент Пол (енгл. St. Paul) град је у америчкој савезној држави Орегон.

## Демографија
По попису из 2010. године број становника је 421, што је 67 (18,9%) становника више него 2000. године.
| Група             | 2000.       | 2010.       |
| Белци             | 257 (72,6%) | 357 (84,8%) |
| Афроамериканци    | 1 (0,3%)    | 0 (0,0%)    |
| Азијати           | 1 (0,3%)    | 0 (0,0%)    |
| Хиспаноамериканци | 91 (25,7%)  | 62 (14,7%)  |
| Укупно            | 354         | 421         |